# Xenoplatyura paradoxa
Xenoplatyura paradoxa är en tvåvingeart som först beskrevs av Loïc Matile 1965.  Xenoplatyura paradoxa ingår i släktet Xenoplatyura och familjen platthornsmyggor.
Artens utbredningsområde är Guinea. Inga underarter finns listade i Catalogue of Life.